# 세계 쇼트트랙 팀 선수권 대회
세계 쇼트트랙 팀 선수권 대회(World Short Track Speed Skating Team Championships)는 국제빙상경기연맹(ISU)에서 주관하는 세계 규모의 쇼트트랙 스피드 스케이팅 경기 대회로 매년 다른 나라에서 1차례씩 개최되었으며 2011년까지 개최되었다.

## 대회 결과

### 남자
| 연도   | 개최지           | 금메달   | 은메달   | 동메달   |
| ------ | ---------------- | -------- | -------- | -------- |
| 1991년 | 서울             | 일본     | 대한민국 | 캐나다   |
| 1992년 | 미나미마키       | 대한민국 | 이탈리아 | 일본     |
| 1993년 | 부다페스트       | 이탈리아 | 캐나다   | 대한민국 |
| 1994년 | 케임브리지       | 대한민국 | 캐나다   | 이탈리아 |
| 1995년 | 주떼메르         | 캐나다   | 대한민국 | 미국     |
| 1996년 | 레이크플래시드   | 캐나다   | 대한민국 | 이탈리아 |
| 1997년 | 서울             | 대한민국 | 일본     | 이탈리아 |
| 1998년 | 보르미오         | 캐나다   | 대한민국 | 이탈리아 |
| 1999년 | 세인트루이스     | 중국     | 캐나다   | 일본     |
| 2000년 | 헤이그           | 캐나다   | 대한민국 | 이탈리아 |
| 2001년 | 미나미마키       | 캐나다   | 중국     | 대한민국 |
| 2002년 | 밀워키           | 중국     | 캐나다   | 대한민국 |
| 2003년 | 소피아           | 캐나다   | 대한민국 | 중국     |
| 2004년 | 상트페테르부르크 | 대한민국 | 캐나다   | 이탈리아 |
| 2005년 | 춘천             | 캐나다   | 대한민국 | 중국     |
| 2006년 | 몬트리올         | 대한민국 | 캐나다   | 중국     |
| 2007년 | 부다페스트       | 캐나다   | 대한민국 | 이탈리아 |
| 2008년 | 하얼빈           | 미국     | 캐나다   | 대한민국 |
| 2009년 | 헤렌벤           | 대한민국 | 캐나다   | 미국     |
| 2010년 | 보르미오         | 대한민국 | 캐나다   | 중국     |
| 2011년 | 바르샤바         | 대한민국 | 중국     | 캐나다   |

### 여자
| 연도   | 개최지           | 금메달   | 은메달   | 동메달   |
| ------ | ---------------- | -------- | -------- | -------- |
| 1991년 | 서울             | 캐나다   | 중국     | 네덜란드 |
| 1992년 | 미나미마키       | 대한민국 | 일본     | 중국     |
| 1993년 | 부다페스트       | 이탈리아 | 대한민국 | 러시아   |
| 1994년 | 케임브리지       | 캐나다   | 대한민국 | 이탈리아 |
| 1995년 | 주떼메르         | 대한민국 | 중국     | 캐나다   |
| 1996년 | 레이크플래시드   | 대한민국 | 이탈리아 | 미국     |
| 1997년 | 서울             | 대한민국 | 캐나다   | 일본     |
| 1998년 | 보르미오         | 중국     | 대한민국 | 캐나다   |
| 1999년 | 세인트루이스     | 중국     | 캐나다   | 대한민국 |
| 2000년 | 헤이그           | 중국     | 대한민국 | 일본     |
| 2001년 | 미나미마키       | 중국     | 대한민국 | 캐나다   |
| 2002년 | 밀워키           | 대한민국 | 중국     | 캐나다   |
| 2003년 | 소피아           | 대한민국 | 중국     | 이탈리아 |
| 2004년 | 상트페테르부르크 | 대한민국 | 중국     | 이탈리아 |
| 2005년 | 춘천             | 대한민국 | 중국     | 캐나다   |
| 2006년 | 몬트리올         | 대한민국 | 중국     | 캐나다   |
| 2007년 | 부다페스트       | 대한민국 | 중국     | 캐나다   |
| 2008년 | 하얼빈           | 중국     | 대한민국 | 캐나다   |
| 2009년 | 헤렌벤           | 중국     | 대한민국 | 미국     |
| 2010년 | 보르미오         | 대한민국 | 캐나다   | 이탈리아 |
| 2011년 | 바르샤바         | 대한민국 | 중국     | 미국     |

## 같이 보기
- 세계 쇼트트랙 선수권 대회